# Bundesstraße 295
Pour les articles homonymes, voir Route 295.
La Bundesstraße 295 est une Bundesstraße du Land de Bade-Wurtemberg.

## Géographie
La Bundesstraße 295 mène de Stuttgart par les villes de Renningen et Weil der Stadt à travers le Strohgäu et le Heckengäu jusqu'à Calw dans le nord-est de la Forêt-Noire.

La route commence par quatre voies à Prag (connexion à la B 10/B 27), avant d'être dans le quartier de Feuerbach comme route automobile dans le tunnel de Feuerbach à deux voies, qui mène à la rocade du quartier de Weilimdorf (également une route à deux voies). La B 295 continue vers l'A 81 (AS S-Feuerbach).
Après Leonberg, le B 295 est déplacée sur une nouvelle route en 2007 dans le cadre de l'expansion de l'A 8 et de la construction de la jonction Leonberg-West. Là, elle est en partie étendue à quatre voies et en partie à trois voies et passe ainsi devant Renningen. Au sud de Renningen, elle bifurque dans le prolongement de la B 464, qui est achevé en 2014. La connexion de ces deux Bundesstraßen crée une nouvelle traverse entre l'A 8 Karlsruhe-Stuttgart et l'A 81 en direction de Singen, raison pour laquelle le trafic a considérablement augmenté.
À Weil der Stadt, la ville a construit une rocade au sud du centre-ville, achevée en 2002 et est balisée pour le trafic local. Cependant, la Bundesstraße est toujours l'ancienne rue qui traverse le centre-ville.
Après avoir dépassé Simmozheim et Althengstett, la route mène à Calw, où elle rencontre la B 296 et se termine peu après le contournement Calw-Heumaden construit entre 2005 et 2008.

## Source
- (de) Cet article est partiellement ou en totalité issu de l’article de Wikipédia en allemand intitulé « Bundesstraße 295 » (voir la liste des auteurs).

1. ↑  (de) « Die Bundes- und Reichsstraßen in Deutschland - Nr. 166 bis 327 » [archive du 18 février 2009], sur home.arcor.de (consulté le 16 juillet 2025)